# Dermot Mulroney
Dermot Mulroney (Alexandria (Virginia), 31 oktober 1963) is een Amerikaans acteur.
Mulroney begon zijn carrière met het verschijnen in televisiefilms in 1986 en kreeg zijn eerste grote rol in Young Guns (1988). Vanaf de jaren 90 verscheen Mulroney voornamelijk in romantische komedies, waaronder My Best Friend's Wedding en The Wedding Date. In 2003 had hij ook een terugkerende rol in Friends. In 2019 verscheen hij in Four Weddings and a Funeral, gebaseerd op de gelijknamige film uit 1994.

## Filmografie
- Shattered...If Your Kid's On Drugs (1986)
- Long Gone (1987)
- Young Guns (1988)
- Sunset (1988)
- Staying Together (1989)
- Longtime Companion (1990)
- Career Opportunities (1991)
- The Heart of Justice (1992) (tv-film)
- Samantha (1992)
- Where the Day Takes You (1992)
- Point of No Return (1993)
- The Thing Called Love (1993)
- Silent Tongue (1994)
- Bad Girls (1994)
- There Goes My Baby (1994)
- Angels in the Outfield (1994)
- Copycat (1995)
- How to Make an American Quilt (1995)
- Living in Oblivion (1995)
- The Trigger Effect (1996)
- Kansas City (1996)
- Box of Moonlight (1996)
- Bastard Out of Carolina (1996)
- My Best Friend's Wedding (1997)
- Unconquered (1998)
- Goodbye Lover (1999)
- Trixie (2000)
- Where the Money Is (2000)
- The Safety of Objects (2001)
- Investigating Sex (2001)
- Lovely & Amazing (2001)
- About Schmidt (2002)
- The Safety of Objects (2003)
- Undertow (2003)
- Hair High (2004)
- The Wedding Date (2005)
- Must Love Dogs (2005)
- The Family Stone (2005)
- Griffin & Phoenix (2006)
- Georgia Rule (2006)
- Gracie (2006)
- Zodiac (2007)
- Jolene (2008)
- Six Bullets From Now (2009)
- Inhale (2010)
- Abduction (2011)
- The Grey (2011)
- Struck by lightning (2012)
- Jobs (2013)
- Insidious - Chapter 3 (2013)
- Dirty Grandpa (2016)
- Deadly Illusions (2021)
- Scream VI (2023)
- Secret Invasion (2023)
- Anyone but You (2023)